# Ecnomus dadi
Ecnomus dadi är en nattsländeart som beskrevs av Cartwright 1998. Ecnomus dadi ingår i släktet Ecnomus och familjen trattnattsländor. Inga underarter finns listade i Catalogue of Life.